# Pectinase

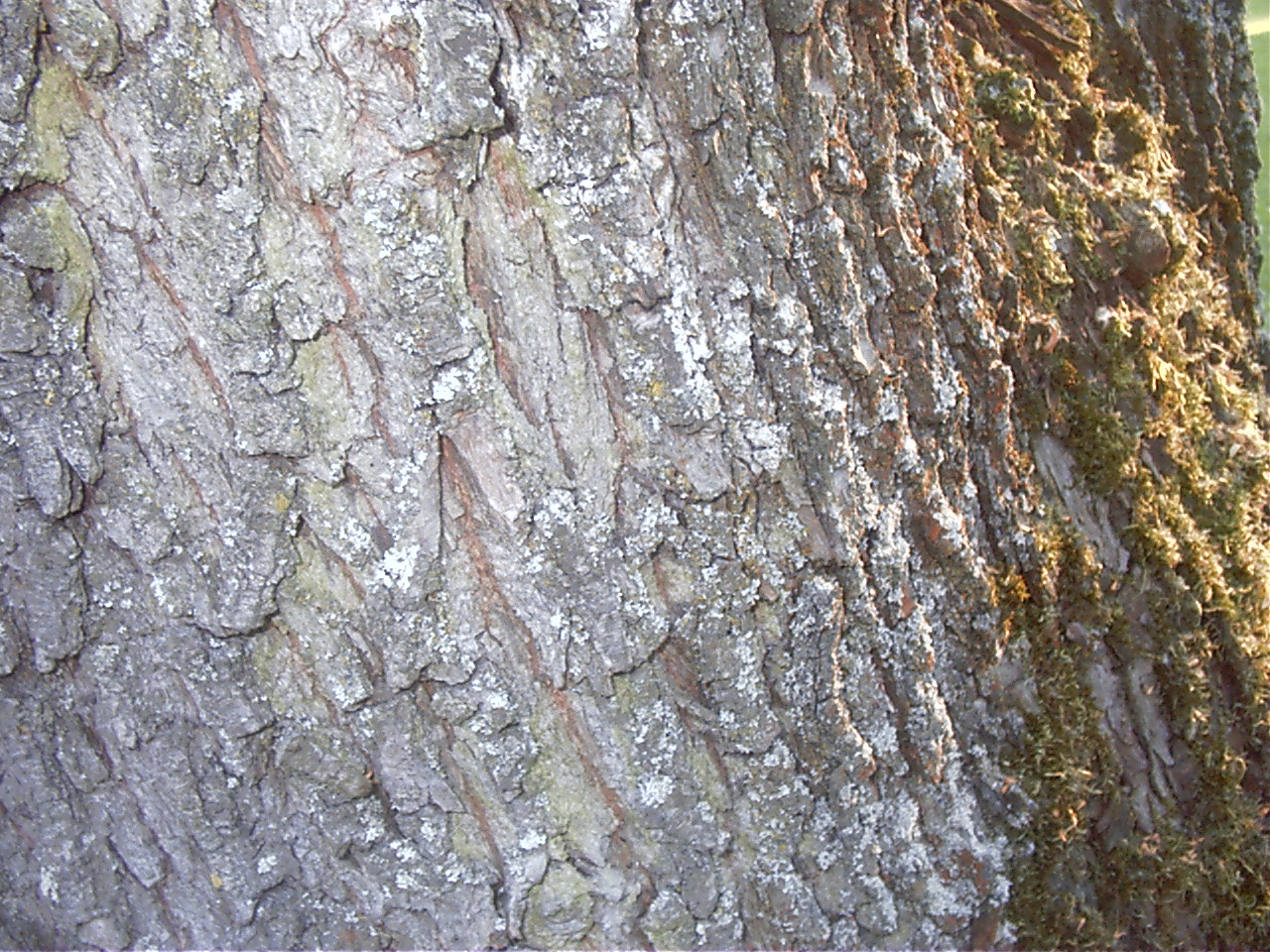

Pectinase est un terme générique désignant des enzymes pectolytiques capables de décomposer la pectine, un polysaccharide présent dans les parois cellulaires des plantes.
L'une des pectinases les plus étudiées et les plus utilisées commercialement est la polygalacturonase.

## Utilisation
La pectinase peut être utilisée, liée à la cellulase, pour obtenir des protoplastes à partir de cellules végétales.
En agroalimentaire, elle est aussi ajoutée :
- aux fruits, comme le cassis, pour augmenter la quantité de jus de fruits obtenu ;
- aux jus de fruits pour les clarifier car le trouble de certain jus de fruits est dû à la présence de pectines[1]

### Œnologie
L'utilisation peut se faire sur la vendange, pour augmenter la clarification sur les moûts blancs et rosés, ou pour favoriser l'extraction de composés phénoliques lors de la vinification en rouge. 
Les pectinases utilisées sont les pectine-lyases, et pectine-méthylestérases. Les pectine-lyases dégradent les chaînes des pectines en deux acides galacturoniques méthylés. L’activité de la pectine-méthylestérase libère le groupement méthyle de ces acides.
Ces enzymes sont autorisées par le règlement européen 1493/1999 et les résolutions œnologiques 11-18/2004 de l’OIV.

## Explication
La paroi squelettique étant constituée de pectine (et de cellulose) la pectinase va décomposer la pectine et, ce faisant, libérera les cellules végétales de la paroi squelettique.

## Propriétés protéiniques
Étant une enzyme, la pectinase est également une protéine sécrétée par divers micro-organismes et pouvant être dénaturée par l'action néfaste d'une trop grande ou trop faible température ou de trop grandes acidités ou alcalinités. Son pH d'efficacité maximale se situe entre 4,0 et 5,0. Sa température d'efficacité maximale se situe entre 45 et 50 °C.